# Opérations sur les dérivées
En mathématiques, le calcul de la dérivée de certaines fonctions à valeurs réelles ou complexes (ou plus généralement dans un corps topologique) peut être effectué en utilisant un certain nombre d'opérations sur les dérivées, notamment certaines liées aux opérations sur les nombres réels et complexes. Les démonstrations de ces propriétés découlent des opérations sur les limites.
Dans tout l'article, on note {\displaystyle f} et {\displaystyle g} deux fonctions qu'on suppose dérivables.

## Linéarité
La dérivation est un opérateur linéaire, c'est-à-dire que l'espace des fonctions dérivables est stable par somme et par multiplication de ses éléments par des réels (c'est un espace vectoriel réel), et les relations suivantes sont vérifiées :
On en déduit en particulier :
{\displaystyle {\bigl (}f-g{\bigr )}'=f'-g'}.

## Composition
La composée de deux fonctions dérivables est dérivable, là où elle est définie (précisément sur l'image réciproque par {\displaystyle f} du domaine de définition de {\displaystyle g}) et se calcule suivant la règle :
Un exemple d'application est la règle de dérivation des puissances :
en utilisant le calcul élémentaire de la dérivée de la fonction {\displaystyle x\mapsto x^{\alpha }}
(cette règle est donc valide sans restriction si {\displaystyle \alpha } est un entier positif, mais si {\displaystyle \alpha } est un entier négatif on se place sur un intervalle où {\displaystyle f} ne s'annule pas, et si {\displaystyle \alpha } est un réel non entier, sur un intervalle où {\displaystyle f} est à valeurs strictement positives).
Un autre exemple d'application est la règle de dérivation des exponentielles :
Appliquée à {\displaystyle f(x)=x\ln(a)\,} (où a est un réel fixé, strictement positif), cette règle donne : {\displaystyle (a^{x})'=a^{x}\ln(a)\,}.
Plus généralement, appliquée à {\displaystyle f(x)=u(x)\ln(a)\,}, (où a>0, et u est une application dérivable) : {\displaystyle (a^{u(x)})'=a^{u(x)}u'(x)\ln(a)\,}.

## Produit, inverse et quotient
La dérivation est un opérateur différentiel, c'est-à-dire que l'espace des fonctions dérivables est stable par multiplication, et la règle de Leibniz est vérifiée :
Une démonstration est proposée dans Dérivée et opérations sur Wikiversité.
Cette relation permet par exemple de retrouver (par récurrence) la règle de dérivation des puissances (vue plus haut), dans le cas particulier {\displaystyle \alpha =n} entier positif : 
Un autre cas particulier de cette même règle (pour {\displaystyle \alpha =-1}, donc sur un intervalle où {\displaystyle g} ne s'annule pas) est la règle de dérivation de l'inverse :
Cette dernière, combinée à la règle de dérivation du produit, donne la dérivée d'un quotient :

## Bijection réciproque
Soit {\displaystyle f:I\to \mathbb {R} } une fonction dérivable sur un intervalle réel {\displaystyle I} et strictement monotone ({\displaystyle f} réalise alors une bijection de {\displaystyle I} sur l'intervalle {\displaystyle f(I)}).
Pour tout point {\displaystyle a} de {\displaystyle I} en lequel {\displaystyle f'} ne s'annule pas, la bijection réciproque {\displaystyle f^{-1}} est dérivable en {\displaystyle b:=f(a)} et :
{\displaystyle (f^{-1})'(b)={\frac {1}{f'(a)}}}.
Par conséquent, si {\displaystyle f'} ne s'annule pas sur {\displaystyle I}, alors {\displaystyle f^{-1}} est dérivable sur {\displaystyle f(I)} et
Une démonstration est proposée dans Dérivée et opérations sur Wikiversité.